# MozillaZine
MozillaZine este un site neoficial Mozilla, care oferă informații și ajutor pentru producte cum ar fi browserul Firefox și clientul de poștă electronică Thunderbird. Site-ul găzduiește un forum activ Mozilla, și o ”bază de cunoștințe” cu informații despre produsele Mozilla, gestionată de comunitate.